# 中井晶夫
中井晶夫（なかい あきお、1927年2月8日 -　）は、日本の歴史学者、上智大学名誉教授。日本とドイツなど西洋との関係史が専門。

## 経歴
出生から修学期
1927年、東京都で生まれた。上智大学文学部史学科で学び、卒業。スイスのベルン大学博士課程で学び、哲学博士号を取得した。
歴史学研究者として
1965年に上智大学文学部専任講師となった、。1968年に助教授、1975年に教授となった。1997年に上智大学を定年退職し、名誉教授となった。

## 著書
単著
- 『初期日本=スイス関係史：スイス連邦文書館の幕末日本貿易史料』風間書房 1971
- 『ヒトラー時代の抵抗運動：ナチズムとドイツ人』毎日新聞社 毎日選書 1982
- 『ドイツ人とスイス人の戦争と平和：ミヒャエーリスとニッポルト』南窓社 1995
- 『海軍大尉中井一夫の生涯：空母エンタープライズに初の体当りをした攻撃隊長』ライフリサーチプレス 2000
- Preusen, die Schweiz und Deutschland aus japanischer Sicht : Modernisierung, Politik, Krieg und Frieden．Iudicium,2014

共編
- 『権力と人間：第二次大戦前後の諸潮流』三輪公忠共編 彩流社 1988
- 『独ソ・日米開戦と五十年後：日・米・独・ソ国際シンポジウム』蝋山道雄・三輪公忠共編 南窓社 1993

訳書
- 『オイレンブルク日本遠征記』訳、雄松堂書店(新異国叢書) 1969
- 『権力と良心：ヴィリー・グラーフと「白バラ」』クラウス・フィールハーバーほか編、佐藤健生共訳、未来社 1973
- 『日本』フィリップ・フランツ・フォン・シーボルト著、金本正之・八城圀衛・斎藤信・加藤九祚共訳、雄松堂書店 1978
- 『世界周航日本への旅』ヴィルヘルム・ハイネ著、雄松堂出版(新異国叢書) 1983
- 『ヒトラーと第三帝国』クラウス・ヒルデブラント（英語版）著、義井博共訳、南窓社 1987
- 『西欧化されない日本：スイス国際法学者が見た明治期日本』オトフリート・ニッポルト（英語版）著、編訳 えにし書房 2015

論文
- <中井晶夫